# Melotta
Melotta, detta anche La Melotta, è una frazione del comune di Casaletto di Sopra, in provincia di Cremona.

## Geografia fisica
La frazione si trova nella pianura cremonese, a 1,8 chilometri dal capoluogo comunale. La località è attraversata dal naviglio omonimo, fatto scavare nel 1442 da Francesco Sforza, futuro duca di Milano.

## Storia
La storia della Melotta si intreccia con quella di Romanengo del Rio: Romanengo del Rio con Melotta è citato tra i comuni del contado di Cremona nel 1562 e nel 1634, mentre dal 1689 risulta infeudato alla famiglia Imbonati. Alla metà del XVIII secolo il comune era sottoposto alla giurisdizione del podestà feudale, residente a Treviglio, e a quella del podestà di Cremona.
Nel 1757 il comune viene inserito nella delegazione III della provincia superiore di Cremona, mentre nel settembre 1786 è trasferito nella delegazione III della provincia di Cremona. 
Nel 1797, dopo l'ingresso delle truppe napoleoniche in Italia, risulta tra i comuni del distretto di Fontanella, mentre dall'anno successivo passa al distretto XVI delle Ghiaie del Serio. Nel 1801 è infine inserito nel distretto III di Treviglio. Nel 1805 il comune di Romanengo del Rio con Melotta è aggregato a Casaletto di Sopra, nel 1816, in seguito alla sconfitta definitiva di Napoleone, viene ripristinato, per poi essere definitivamente unito a Casaletto nel 1841. 